# Тама (крейсер)
Тама (Tama, яп. 多摩) — легкий крейсер Імперського флоту Японії, який взяв участь у бойових діях Другої світової війни.
Корабель, який належав до крейсерів типу «Кума», спорудили у 1921 році на верфі компанії Mitsubishi в Нагасакі.
У травні 1938-го, коли вже майже рік тривала Друга японо-китайська війна, Тама залучили до операції заволодіння портом Амой (Сямень), розташованим біля південного входу до Тайванської протоки. Корабель належав до загону з 1 важкого крейсера, 4 легких крейсерів та 10 есмінців, який вранці 10 травня 1938-го розпочав бомбардування китайських позицій, що допомогло десанту морських піхотинців заволодіти Амоєм за дві доби.
Станом на осінь 1941-го Тама належав до 21-ї дивізії крейсерів разом з однотипним крейсером «Кісо». Цей підрозділ призначили для дій у північній зоні й на початку грудня його кораблі отримали камуфляжний окрас із білими елементами. 4 грудня крейсери полишила Аккеші (східне завершення Хоккайдо) та рушили на Курильські острови. 8 грудня вони розпочали тут патрулювання, при цьому зазнали певних пошкоджень корпусу від впливу поганої погоди. 21 грудня Тама і Кісо прибули до Омінато (база Імперського флоту на північному завершенні Хонсю), а за кілька діб перейшли до Йокосуки, де з 27 грудня 1941 по 16 січня 1942 пройшли ремонт у одному доці.
У другій половині січня 1942-го кораблі повернулись до Аккеші, а з 1 лютого відновили патрулювання в північній зоні, яке завершилось поверненням до Аккеші 20 лютого. 4—9 березня вони перейшли звідси до Йокосуки, звідки виходили в море 12—19 березня в пошуках ворожих кораблів, які за отриманими командуванням даними наближались до Японії.
5 квітня 1942-го Тама і «Кісо» знову були в Аккаші, де провели два тижні. 18 квітня вони вийшли в море в межах спроб наздогнати американські кораблі, які провели перше повітряне бомбардування Японії («рейд Дуліттла»). Втім, якихось результатів досягнути не вдалось і 24 квітня крейсери 21-ї дивізії повернулись до Аккеші.
Далі певний час крейсери 21-ї дивізії діяли окремо. Тама до кінця квітня відвідав порт Муроран (острів Хоккайдо), 1 травня повернувся до Аккеші, а з 4 по 10 травня виходив звідси для патрулювання. Майже одразу він знову був у морі та попрямував на допомогу флотському танкеру Shiriya, в якого вийшло з ладу кермове управління. Разом з важким крейсером «Наті» (прибув до Shiriya за певний час до Тама) їм вдалось 12 травня довести танкер на буксирі до Аккеші. 16 травня Тама прибув до Омінато, де йому повернули первісний камуфляж.
28 травня 1942-го крейсери 21-ї дивізії вийшли з Омінато в межах операції вторгнення на Алеути. Разом із трьома есмінцями вони мали супроводжувати загін висадки на Кисці, який також включав два переобладнані легкі крейсери та 2 транспорти. 1 червня кораблі прибули на Парамушир (Курильські острови) і того ж дня рушили далі. 7 червня відбулась висадка на Кисці, яка не зустріла жодного спротиву через відсутність на острові гарнізону. 13 червня Тама вийшов з Киски до району на південний захід від острова, а 23 червня прибув до Омінато. 28 червня він вийшов звідси у складі великого з'єднання адмірала Какуто, яке включало 1 важкий та 1 легкий авіаносці та 3 важкі крейсери. Окрім Тама і «Кісо», кораблі з'єднання охороняли ще один легкий крейсер та 14 есмінців. Завданням загону було прикриття доставки підкріплень на Киску та протидія можливій американській контратаці. 7 липня з'єднання розпочало повернення з Алеутів, зокрема крейсери 21-ї дивізії прибули 16 липня до Йокосуки, де Тама до 2 серпня пройшов короткотривалий ремонт.
16 серпня 1942-го Тама і Кісо прибули до Омінато, звідки вийшли 20 числа для патрулювання в районі Киски. При цьому вони, зокрема, прикривали передислокацію бійців гарнізону з Атту (інший захоплений під час червневої операції острів Алеутського архіпелагу) на Киску. 18 вересня похід завершився поверненням до Оімнато. 21—23 жовтня крейсери 21-ї дивізії перейшли з Омінато до Парамушира, де прийняли на борт нових бійців для Атту. 27 жовтня вони разом зі ще одним легким крейсером «Абукума» під ескортом 2 есмінців вирушили в море та 29 числа висадили війська на Атту, а вже 1 листопада повернулись на Парамушир.
Протягом листопада 1942-го Тама ніс службу в північній зоні, де відвідав Омінато та порт Отару (острів Хоккайдо) і доставив бійців на острови Шумшу (Курильські острови) та Киска. З 2 грудня 1942 по 6 січня 1943 крейсер ніс сторожову службу на Шумшу, а потім прибув до Йокосуки на ремонт, який тривав до початку лютого.
6—9 лютого 1943-го Тама перейшов з Йокосуки до Омінато, де два тижні ніс сторожову службу. Після цього корабель відвідав Шумшу та Парамушир, а з 7 по 13 березня разом зі ще одним легким крейсером, 2 важкими крейсерами та 5 есмінцями прикривав Кісо та два транспорти, які 10 березня доставили припаси на Атту. 23 березня 1943-го Тама у складі того ж загону прикриття вийшов у море для охорони трьох транспортів, які прямували на Атту. Цього разу рейс був перерваний зіткненням 26 березня з американським з'єднанням біля Командорських островів. Під час кількагодинного бою в Тама двічі влучили 127-мм снаряди, а саму транспортну операцію в підсумку скасували; 28 березня кораблі повернулись на Парамушир. Того ж дня Тама перейшов на Шумшу, де місяць ніс сторожову службу.
29 квітня — 4 травня 1943-го Тама прямував до Майдзуру, де кілька тижнів проходив черговий ремонт. 19—23 травня крейсер перейшов до Шумшу й ніс тут сторожову службу до 18 червня. За цей час американці встигли провести операцію заволодіння островом Атту й тепер на Алеутах залишався тільки один японський гарнізон, заблокований на Кисці. З 7 по 17 липня в морі перебував загін із 2 легких крейсерів та 11 есмінців, що мав евакуювати японських бійців з Киски, проте через погану погоду він не зміг виконати завдання. Стан енергетичної установки Тама не дозволив включити його до зазначеного загону, хоча з 10 по 15 липня крейсер теж виходив з Парамушира для підтримки операції. У період з 22 по 31 липня відбулась друга, цього разу вдала спроба вивезти гарнізон Киски. І тепер Тама виходив з Парамушира, проте не взяв безпосередньої участі в поході до Алеутів. Після цього до 25 серпня Тама ніс сторожову службу на Парамуширі.
З 1 по 12 вересня 1943-го Тама перебував у Йокосуці, де пройшов короткочасний ремонт, після чого його залучили до операції «Тей Го», метою якої була доставка з Азії значних військових контингентів для підсилення ряду гарнізонів Океанії. 15 вересня Тама і «Кісо» вийшли з порту Уджина як складова частина конвою «Тей № 1 Го». 22 вересня крейсери прибули на острів Понапе (східні Каролінські острови), де висадили доправлені війська, а вже 23 вересня були на атолі Трук у центральній частині Каролінських островів (тут ще до війни створили потужну базу японського ВМФ, з якої до лютого 1944-го провадились операції в низці архіпелагів). 29 вересня — 11 жовтня Тама і «Кісо» пройшли з Труку через Куре до Шанхаю, де прийняли на борт війська (зокрема, на Тама завантажились п'ять сотень бійців). 12—18 жовтня крейсери перейшли назад на Трук як перший ешелон конвою «Тей № 4 Го». 19—21 жовтня у супроводі одного есмінця Тама і «Кісо» пройшли до Рабаула — головної передової бази в архіпелазі Бісмарка, з якої здійснювались операції на Соломонових островах та сході Нової Гвінеї.
Швидко висадивши війська, крейсери 21-ї дивізії того ж 21 жовтня 1943-го вийшли в море вже у супроводі двох есмінців. Тут вони стали ціллю для літаків австралійських ВПС, при цьому Тама зазнав певних пошкоджень через близькі вибухи. Далі він узявся за проведення на буксирі «Кісо», який був уражений бомбою в одне з машинних відділень та мав ходові проблеми. Все того ж 21 жовтня крейсери прибули в Рабаул, а Тама ще й встиг полишити його та вже 27 жовтня був у Йокосуці («Кісо» прибуде на ремонт до Японії на два тижні пізніше). Тут до 9 грудня Тама проходив ремонт, при цьому з нього зняли дві гармати головного калібру та катапульту, але істотно підсилили зенітне озброєння спареною 127-мм установкою, трьома строєними та шістьома одинарними 25-мм автоматами.
21 грудня 1943-го Тама вирушив з Саєкі (північно-східне завершення Кюсю) на Палау (важливий транспортний хаб на заході Каролінських островів) у складі конвою O-106. Втім, уже за кілька годин один із транспортів був потоплений підводним човном і конвой повернувся до Саєкі.
26 грудня 1943-го Тама прибув до Омінато, після чого майже шість місяців ніс службу в північній зоні — до середини січня 1944-го на Парамуширі, а з кінця січня до середини червня 1944-го в Омінато.
З 30 червня по 3 липня 1944-го Тама разом з «Кісо» здійснили рейс із Йокосуки до острова Тітідзіма (острови Огасавара) для доставки туди підкріплень. Щонайменше ще один подібний рейс ці ж крейсери провели у серпні. 11 серпня вони вийшли з Йокогами, 12 числа побували на Тітідзімі, 14 числа відвідали Хахдзіму, а 15 серпня повернулись на базу. Після цього Тама до кінця серпня пройшов у Куре кортокочасний доковий ремонт.
30 серпня 1944-го Тама став головним кораблем 11-ї ескадри ескадрених міноносців (її попередній флагман легкий крейсер «Нагара» був потоплений підводним човном на початку серпня).
У жовтні 1944-го союзники розпочали вторгнення на Філіппіни. 20 жовтня 1944-го Тама, ще 2 легкі крейсери та 8 есмінців вийшли з Японії на південь для супроводу з'єднання адмірала Одзави, яке включало 4 авіаносці та 2 переобладнані лінкори-авіаносці. Всі вони разом мали тільки сотню літаків, при цьому головною метою загону Одзави було відвернення на себе основних сил супротивника, щоб дозволити з'єднанню адмірала Куріти, яке рухалось через внутрішні моря Філіппін, атакувати транспорти вторгнення. 25 жовтня головні сили Одзави були знищені у Філіппінському морі в битві біля мису Енгано. Вранці в Тама влучила авіаційна торпеда й він відбув з місця бою в супроводі легкого крейсера «Ісудзу», втім, останній швидко відкликали для допомоги авіаносцю «Тійода». Тама певний час прямував під охороною есмінця «Сімоцукі», проте того також спрямували для допомоги пошкодженому авіаносцю. Увечері 25 жовтня крейсер, який залишився без ескорту та прямував зі швидкістю 14 вузлів, помітили з американського підводного човна USS Jallao. Перший залп із трьох торпед, зроблений з дистанції близько 1 км, не приніс успіху. Тоді субмарина обійшла повільний крейсер та зробила чотириторпедний залп з дистанції близько семисот метрів. Три торпеди влучили в ціль, але лише дві з них здетонували. Втім, цього виявилось достатньо, щоб Тама розломився та затонув протягом кількох хвилин. Загинули всі члени екіпажу.